# Выхода нет (фильм, 2015)
«Выхода нет» (англ. No Escape) — американский фильм 2015 года режиссёра Джона Эрика Даудла (это первая драматическая работа Уилсона после фильма «В тылу врага» (2001)), с Оуэном Уилсоном и Лейк Белл в главных ролях.
Действие фильма происходит в некой юго-восточной стране, которая граничит с Вьетнамом, сам сюжет фильма очень отдалённо основан на майских событиях в Таиланде в 2014 году.  При этом в фильме напрямую виден отсыл к захвату красными кхмерами территории Камбоджи по результатам гражданской войны в 70-х годах (шарфы на шеях мятежников / ненависть к иностранцам). Съёмки аналогично проходили на севере Таиланда в Чиангмай и Лампанге.
Мировая премьера фильма состоялась 26 августа 2015, в России — 1 октября.

## Сюжет
Американец Джек переводится на новую должность в страну Юго-Восточной Азии, куда и едет со всей семьей, знакомясь в самолёте с ещё одним американцем — Хэммондом (Пирс Броснан), который представляется любителем охоты. Однако в стране происходит военный переворот, и едва семья успевает вселиться в отель, за всеми американцами начинается охота. Теперь Джеку приходится спасать жизнь своей семьи.
Джеку с семьёй удаётся спастись из обстреливаемого отеля, с разбега перепрыгнув с его крыши на крышу соседнего дома: родителям приходится по очереди перебрасывать дочерей друг другу через разделяющую здания улицу. А в следующем эпизоде Джеку для спасения семьи приходится убить человека.
С большим трудом семье удаётся добраться до американского посольства. Но здесь выясняется, что оно разгромлено, повсюду трупы, а Джека замечают выходящие из посольства бунтовщики, и теперь за семьёй начинается целенаправленная охота.
В самый критический момент появляется Хэммонд и, перестреляв нападающих, уводит семью в безопасное место, где рассказывает Джеку о подоплёке событий: крупные транснациональные компании используют таких, как Хэммонд, для экономического порабощения слаборазвитых стран. А потому, уточняет Хэммонд, у бунта есть основания: на самом деле бунтари обеспокоены будущим своих детей. Кроме того, он показывает Джеку реку, по которой можно доплыть до Вьетнама, чтобы попросить убежища. Джек спрашивает, не агент ли ЦРУ Хэммонд, и получает уклончивый ответ: что-то вроде того…
На деле дом, в который Хэммонд привёл Джека с семьёй, оказывается не столь безопасным, и Хэммонд, жертвуя жизнью, спасает семью во второй раз. А в следующем эпизоде приходится убивать уже и жене Джека.
В финале семья на лодке подплывает к мосту, по которому проходит граница с Вьетнамом. По берегу за ними гонятся готовые открыть стрельбу бунтовщики. На мосту стоят готовые стрелять по лодке вьетнамские пограничники, а из громкоговорителей звучит предупреждение: не входить в территориальные воды Вьетнама. Джек изо всех сил выкрикивает просьбу об убежище, вместе с женой они закрывают детей своими телами.
Лодка пересекает границу. И ситуация меняется кардинально: пограничники поворачивают оружие в сторону бунтовщиков, бегущих за лодкой, а из громкоговорителей звучит другое предупреждение: лодка находится в территориальных водах Вьетнама, поэтому стрельба по ней будет расценена как объявление войны.
В заключительной сцене Джек и его семья находятся в госпитале, и по просьбе одной из дочерей родители рассказывают, очевидно, не в первый раз, историю её появления на свет.

## В ролях
| Актёр              | Роль                   |
| ------------------ | ---------------------- |
| Оуэн Уилсон        | Джек Дуайер            |
| Лейк Белл          | Энни Дуайер            |
| Стерлинг Джеринс   | Люси Дуайер дочь Джека |
| Клэр Джир          | Биз Дуайер дочь Джека  |
| Пирс Броснан       | Хэммонд                |
| Сахайак Бунсанакит | Кенни Роджерс          |
| Танапол Чуксрида   | Крит                   |